# Llista d'asteroides/202601-202700
| Nom      | Designació provisional | Data de descobriment   | Lloc de descobriment | Descobridor/s       |
| -------- | ---------------------- | ---------------------- | -------------------- | ------------------- |
| 202601 - | 2006 HG21              | 20 d'abril de 2006     | Kitt Peak            | Spacewatch          |
| 202602 - | 2006 HL23              | 20 d'abril de 2006     | Kitt Peak            | Spacewatch          |
| 202603 - | 2006 HL24              | 20 d'abril de 2006     | Kitt Peak            | Spacewatch          |
| 202604 - | 2006 HP25              | 20 d'abril de 2006     | Kitt Peak            | Spacewatch          |
| 202605 - | 2006 HY30              | 18 d'abril de 2006     | Lulin Observatory    | Q.-z. Ye            |
| 202606 - | 2006 HU34              | 19 d'abril de 2006     | Mount Lemmon         | Mount Lemmon Survey |
| 202607 - | 2006 HC39              | 21 d'abril de 2006     | Kitt Peak            | Spacewatch          |
| 202608 - | 2006 HQ43              | 24 d'abril de 2006     | Mount Lemmon         | Mount Lemmon Survey |
| 202609 - | 2006 HL44              | 24 d'abril de 2006     | Mount Lemmon         | Mount Lemmon Survey |
| 202610 - | 2006 HY45              | 25 d'abril de 2006     | Kitt Peak            | Spacewatch          |
| 202611 - | 2006 HP50              | 26 d'abril de 2006     | Mount Lemmon         | Mount Lemmon Survey |
| 202612 - | 2006 HX53              | 19 d'abril de 2006     | Catalina             | CSS                 |
| 202613 - | 2006 HE55              | 21 d'abril de 2006     | Socorro              | LINEAR              |
| 202614 - | 2006 HD58              | 30 d'abril de 2006     | Kambah               | D. Herald           |
| 202615 - | 2006 HR64              | 24 d'abril de 2006     | Kitt Peak            | Spacewatch          |
| 202616 - | 2006 HC65              | 24 d'abril de 2006     | Kitt Peak            | Spacewatch          |
| 202617 - | 2006 HC67              | 24 d'abril de 2006     | Kitt Peak            | Spacewatch          |
| 202618 - | 2006 HW72              | 25 d'abril de 2006     | Kitt Peak            | Spacewatch          |
| 202619 - | 2006 HX72              | 25 d'abril de 2006     | Kitt Peak            | Spacewatch          |
| 202620 - | 2006 HX73              | 25 d'abril de 2006     | Kitt Peak            | Spacewatch          |
| 202621 - | 2006 HT78              | 26 d'abril de 2006     | Kitt Peak            | Spacewatch          |
| 202622 - | 2006 HN79              | 26 d'abril de 2006     | Kitt Peak            | Spacewatch          |
| 202623 - | 2006 HK80              | 26 d'abril de 2006     | Kitt Peak            | Spacewatch          |
| 202624 - | 2006 HU80              | 26 d'abril de 2006     | Kitt Peak            | Spacewatch          |
| 202625 - | 2006 HE82              | 26 d'abril de 2006     | Kitt Peak            | Spacewatch          |
| 202626 - | 2006 HD83              | 26 d'abril de 2006     | Kitt Peak            | Spacewatch          |
| 202627 - | 2006 HN90              | 26 d'abril de 2006     | Kitt Peak            | Spacewatch          |
| 202628 - | 2006 HN94              | 30 d'abril de 2006     | Kitt Peak            | Spacewatch          |
| 202629 - | 2006 HE95              | 30 d'abril de 2006     | Kitt Peak            | Spacewatch          |
| 202630 - | 2006 HW100             | 30 d'abril de 2006     | Kitt Peak            | Spacewatch          |
| 202631 - | 2006 HK117             | 27 d'abril de 2006     | Kitt Peak            | Spacewatch          |
| 202632 - | 2006 HN120             | 30 d'abril de 2006     | Kitt Peak            | Spacewatch          |
| 202633 - | 2006 HA152             | 24 d'abril de 2006     | Mount Lemmon         | Mount Lemmon Survey |
| 202634 - | 2006 HU153             | 30 d'abril de 2006     | Kitt Peak            | Spacewatch          |
| 202635 - | 2006 JD1               | 1 de maig de 2006      | Kitt Peak            | Spacewatch          |
| 202636 - | 2006 JA3               | 2 de maig de 2006      | Mount Lemmon         | Mount Lemmon Survey |
| 202637 - | 2006 JT4               | 2 de maig de 2006      | Mount Lemmon         | Mount Lemmon Survey |
| 202638 - | 2006 JC8               | 1 de maig de 2006      | Kitt Peak            | Spacewatch          |
| 202639 - | 2006 JU8               | 1 de maig de 2006      | Kitt Peak            | Spacewatch          |
| 202640 - | 2006 JW13              | 3 de maig de 2006      | Mount Lemmon         | Mount Lemmon Survey |
| 202641 - | 2006 JE15              | 2 de maig de 2006      | Mount Lemmon         | Mount Lemmon Survey |
| 202642 - | 2006 JS15              | 2 de maig de 2006      | Mount Lemmon         | Mount Lemmon Survey |
| 202643 - | 2006 JR27              | 2 de maig de 2006      | Mount Lemmon         | Mount Lemmon Survey |
| 202644 - | 2006 JU33              | 4 de maig de 2006      | Mount Lemmon         | Mount Lemmon Survey |
| 202645 - | 2006 JD34              | 4 de maig de 2006      | Kitt Peak            | Spacewatch          |
| 202646 - | 2006 JM34              | 4 de maig de 2006      | Kitt Peak            | Spacewatch          |
| 202647 - | 2006 JR38              | 6 de maig de 2006      | Kitt Peak            | Spacewatch          |
| 202648 - | 2006 JK42              | 2 de maig de 2006      | Nyukasa              | Nyukasa             |
| 202649 - | 2006 JS46              | 1 de maig de 2006      | Socorro              | LINEAR              |
| 202650 - | 2006 JL47              | 1 de maig de 2006      | Socorro              | LINEAR              |
| 202651 - | 2006 JO56              | 6 de maig de 2006      | Siding Spring        | SSS                 |
| 202652 - | 2006 JA58              | 5 de maig de 2006      | Kitt Peak            | Spacewatch          |
| 202653 - | 2006 KW                | 18 de maig de 2006     | Palomar              | NEAT                |
| 202654 - | 2006 KY6               | 19 de maig de 2006     | Mount Lemmon         | Mount Lemmon Survey |
| 202655 - | 2006 KK10              | 19 de maig de 2006     | Mount Lemmon         | Mount Lemmon Survey |
| 202656 - | 2006 KE11              | 19 de maig de 2006     | Mount Lemmon         | Mount Lemmon Survey |
| 202657 - | 2006 KV15              | 20 de maig de 2006     | Kitt Peak            | Spacewatch          |
| 202658 - | 2006 KW20              | 20 de maig de 2006     | Mount Lemmon         | Mount Lemmon Survey |
| 202659 - | 2006 KU22              | 20 de maig de 2006     | Mount Lemmon         | Mount Lemmon Survey |
| 202660 - | 2006 KK39              | 19 de maig de 2006     | Palomar              | NEAT                |
| 202661 - | 2006 KR49              | 21 de maig de 2006     | Kitt Peak            | Spacewatch          |
| 202662 - | 2006 KE63              | 23 de maig de 2006     | Mount Lemmon         | Mount Lemmon Survey |
| 202663 - | 2006 KE78              | 24 de maig de 2006     | Mount Lemmon         | Mount Lemmon Survey |
| 202664 - | 2006 KD94              | 25 de maig de 2006     | Kitt Peak            | Spacewatch          |
| 202665 - | 2006 KX100             | 24 de maig de 2006     | Palomar              | NEAT                |
| 202666 - | 2006 KG101             | 25 de maig de 2006     | Mount Lemmon         | Mount Lemmon Survey |
| 202667 - | 2006 KD102             | 27 de maig de 2006     | Kitt Peak            | Spacewatch          |
| 202668 - | 2006 KP106             | 31 de maig de 2006     | Mount Lemmon         | Mount Lemmon Survey |
| 202669 - | 2006 KB107             | 31 de maig de 2006     | Mount Lemmon         | Mount Lemmon Survey |
| 202670 - | 2006 KC115             | 29 de maig de 2006     | Kitt Peak            | Spacewatch          |
| 202671 - | 2006 KA121             | 21 de maig de 2006     | Palomar              | NEAT                |
| 202672 - | 2006 KW122             | 23 de maig de 2006     | Kitt Peak            | Spacewatch          |
| 202673 - | 2006 LA5               | 14 de juny de 2006     | Siding Spring        | SSS                 |
| 202674 - | 2006 LT5               | 5 de juny de 2006      | Socorro              | LINEAR              |
| 202675 - | 2006 MB1               | 16 de juny de 2006     | Kitt Peak            | Spacewatch          |
| 202676 - | 2006 MH8               | 18 de juny de 2006     | Kitt Peak            | Spacewatch          |
| 202677 - | 2006 QG39              | 19 d'agost de 2006     | Anderson Mesa        | LONEOS              |
| 202678 - | 2006 QF167             | 30 d'agost de 2006     | Anderson Mesa        | LONEOS              |
| 202679 - | 2006 SG142             | 19 de setembre de 2006 | Catalina             | CSS                 |
| 202680 - | 2006 TV63              | 10 d'octubre de 2006   | Palomar              | NEAT                |
| 202681 - | 2006 UX89              | 17 d'octubre de 2006   | Kitt Peak            | Spacewatch          |
| 202682 - | 2006 UP139             | 19 d'octubre de 2006   | Mount Lemmon         | Mount Lemmon Survey |
| 202683 - | 2006 US216             | 30 d'octubre de 2006   | Mount Lemmon         | Mount Lemmon Survey |
| 202684 - | 2006 VG74              | 11 de novembre de 2006 | Kitt Peak            | Spacewatch          |
| 202685 - | 2006 VV85              | 14 de novembre de 2006 | Kitt Peak            | Spacewatch          |
| 202686 - | 2007 CH54              | 9 de febrer de 2007    | Gaisberg             | R. Gierlinger       |
| 202687 - | 2007 DJ38              | 17 de febrer de 2007   | Mount Lemmon         | Mount Lemmon Survey |
| 202688 - | 2007 DN102             | 21 de febrer de 2007   | Nyukasa              | Nyukasa             |
| 202689 - | 2007 DR111             | 25 de febrer de 2007   | Kitt Peak            | Spacewatch          |
| 202690 - | 2007 EM46              | 9 de març de 2007      | Kitt Peak            | Spacewatch          |
| 202691 - | 2007 EK70              | 10 de març de 2007     | Kitt Peak            | Spacewatch          |
| 202692 - | 2007 EL82              | 11 de març de 2007     | Mount Lemmon         | Mount Lemmon Survey |
| 202693 - | 2007 EC120             | 13 de març de 2007     | Mount Lemmon         | Mount Lemmon Survey |
| 202694 - | 2007 EY172             | 14 de març de 2007     | Kitt Peak            | Spacewatch          |
| 202695 - | 2007 EY183             | 12 de març de 2007     | Mount Lemmon         | Mount Lemmon Survey |
| 202696 - | 2007 ET189             | 13 de març de 2007     | Mount Lemmon         | Mount Lemmon Survey |
| 202697 - | 2007 EX208             | 14 de març de 2007     | Anderson Mesa        | LONEOS              |
| 202698 - | 2007 ER209             | 15 de març de 2007     | Mount Lemmon         | Mount Lemmon Survey |
| 202699 - | 2007 EH220             | 13 de març de 2007     | Mount Lemmon         | Mount Lemmon Survey |
| 202700 - | 2007 FS37              | 26 de març de 2007     | Mount Lemmon         | Mount Lemmon Survey |